# Rodzina Addamsów

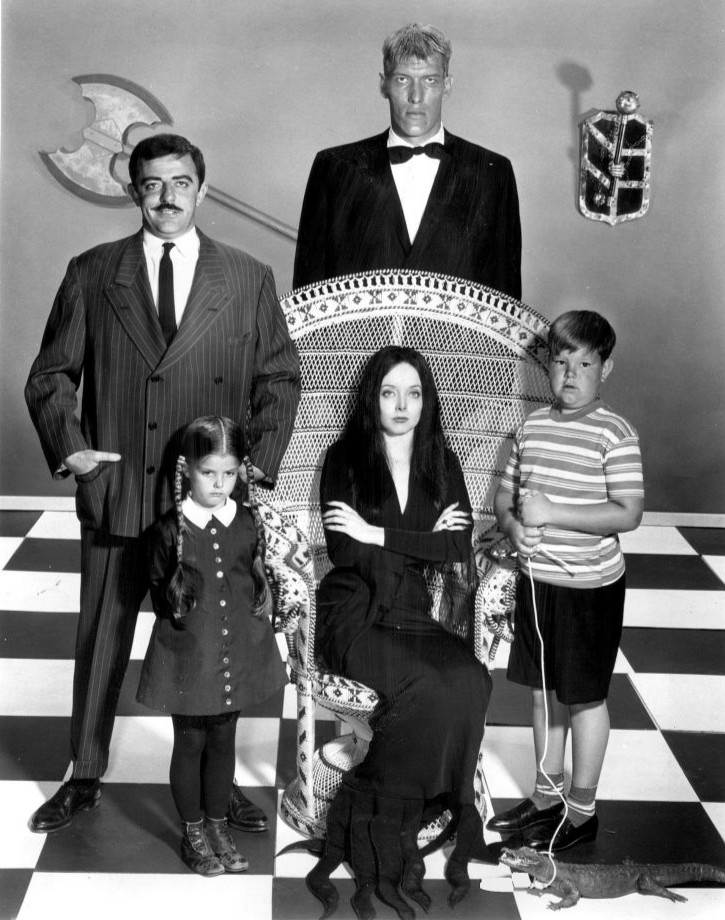
Obsada serialu Rodzina Addamsów z 1964 r.

Rodzina Addamsów (ang. The Addams family) – fikcyjna rodzina będąca bohaterami komiksów, filmów i seriali. Ich twórcą był amerykański rysownik komiksów Charles Samuel Addams.
Addamsowie to rodzina masochistów, sadystów, sadomasochistów i potworów. Mieszkają na bagnach w ogromnym, zapuszczonym dworze. Ich dom pełen jest narzędzi tortur, ukrytych przejść i pułapek. Mimo to filmy i komiksy o Addamsach nie są horrorami, ale parodiami horrorów, pełnymi czarnego humoru i zabawnych i strasznych scen. Addamsowie są w gruncie rzeczy kochającą się rodziną.

## Członkowie rodu Addamsów
- Gomez Addams – głowa rodu Addamsów. Jest przykładem stereotypowego Hiszpana: dosyć niski, z zadziornym wąsikiem, wieczny optymista i gorący kochanek. Pali cygara, uprawia szermierkę i ma lekką manię na punkcie języka francuskiego. Kocha na zabój swą żonę Morticię, jest dobrym ojcem dla swych dzieci – Wednesday i Pugsleya. Ma nieskończone pokłady energii i paranormalną wręcz zręczność. Również jest masochistą i z radością ryzykuje utratę życia − jeżeli to możliwe − kiedy tylko się da. Boi się bamboszy.
- Morticia Addams z domu Frump – żona Gomeza. Wysoka i bardzo smukła, ubrana zawsze w czarną suknię. Mimo tego, że nie jest w pełni człowiekiem, jest chyba „najnormalniejsza” w całej rodzinie Addamsów. Przemawia zawsze spokojnym tonem i nigdy nie podnosi głosu. Nie ma w sobie skłonności sadystycznych, lecz podniecają ją myśli o bólu, który może odczuwać. Najbardziej lubi uprawiać ogród pełen mięsożernych roślin i malować. Jest oddaną żoną, matką i dobrą gospodynią.
- Wednesday Addams – córka Gomeza i Morticii. Szczupła, wysoka nastolatka (w części filmów młodsze dziecko) wyglądająca jak matka w młodości. Sadystka, lubiąca męczyć swego brata Pugsleya. Praktycznie nie rozstaje się ze swoją bezgłową lalką imieniem Marie.
- Pugsley Addams – syn Gomeza i Morticii. Z wyglądu przypomina ojca. Postać ta przeszła metamorfozę. W starszych filmach i komiksie był masochistą, uwielbiającym zabawy ze swoją siostrą. W najnowszym serialu stał się prawie normalnym chłopakiem, męczonym ciągle przez Wednesday, ale mimo wszystko szczęśliwym w swojej rodzinie. O ile w pierwszym serialu to Pugsley był starszy z rodzeństwa tak w późniejszych odsłonach zwykle albo jest młodszy, albo w tym samym wieku co Wednesday.
- Fester Addams – gruby i łysy brat Gomeza. Jest najbardziej groteskową postacią w rodzinie. Piroman, masochista i spec od wybuchów. Jest w rodzinie złotą rączką i towarzyszem zabaw Wednesday i Pugsleya. Często sprzecza się z babcią. W początkowej intencji autora miał być wujem Morticii.
- Babcia Addams / Babcia Frump – teściowa Morticii i matka Gomeza albo teściowa Gomeza i matka Morticii. W zależnosci od filmu czy początkowych produkcji była przedstawiana jako członek jednej bądź drugiej rodziny. Pozostałe jej atrybuty pozostały jednak niezmienne: siwowłosa oraz zgarbiona czarownica i alchemiczka, większość czasu przesiadująca w kuchni, przyrządzająca na zmianę posiłki dla rodziny oraz magiczne eliksiry, zawsze gotowa do wysłuchania, a także pomocy swym wnuczętom. Jest dosyć niezaspokojona i ma wielką słabość do młodych, przystojnych mężczyzn.
- Lurch – lokaj i kamerdyner rodziny. Jest to przypominający potwora Frankensteina olbrzym. Idealny służący, zawsze gotowy do pracy, zna zwyczaje swych pracodawców. Traktowany bardziej jak przyjaciel rodziny niż pracownik. Bardzo małomówny, Lurch nie jest pełnej krwi Addamsem, gdyż jego organy wewnętrzne są różnego pochodzenia.
- Rączka / Rąsia – rączka jest ożywioną dłonią poruszającą się na palcach. Jest pomocnikiem Lurcha, a Addamsowie traktują ją jak przyjaciela i członka rodziny.
- Kuzyn To / Kuzyn Coś – niezidentyfikowane stworzenie składające się wyłącznie (lub prawie wyłącznie) z długich, gęstych, intensywnych, brązowych włosów. Zazwyczaj nosi melonik i okulary. Ma ponoć duże powodzenie u kobiet i często przyprowadza swoje nowe dziewczyny, aby zapoznać je z Addamsami. Mówi swoim własnym, charakterystycznym językiem, który Addamsowie zawsze rozumieją.

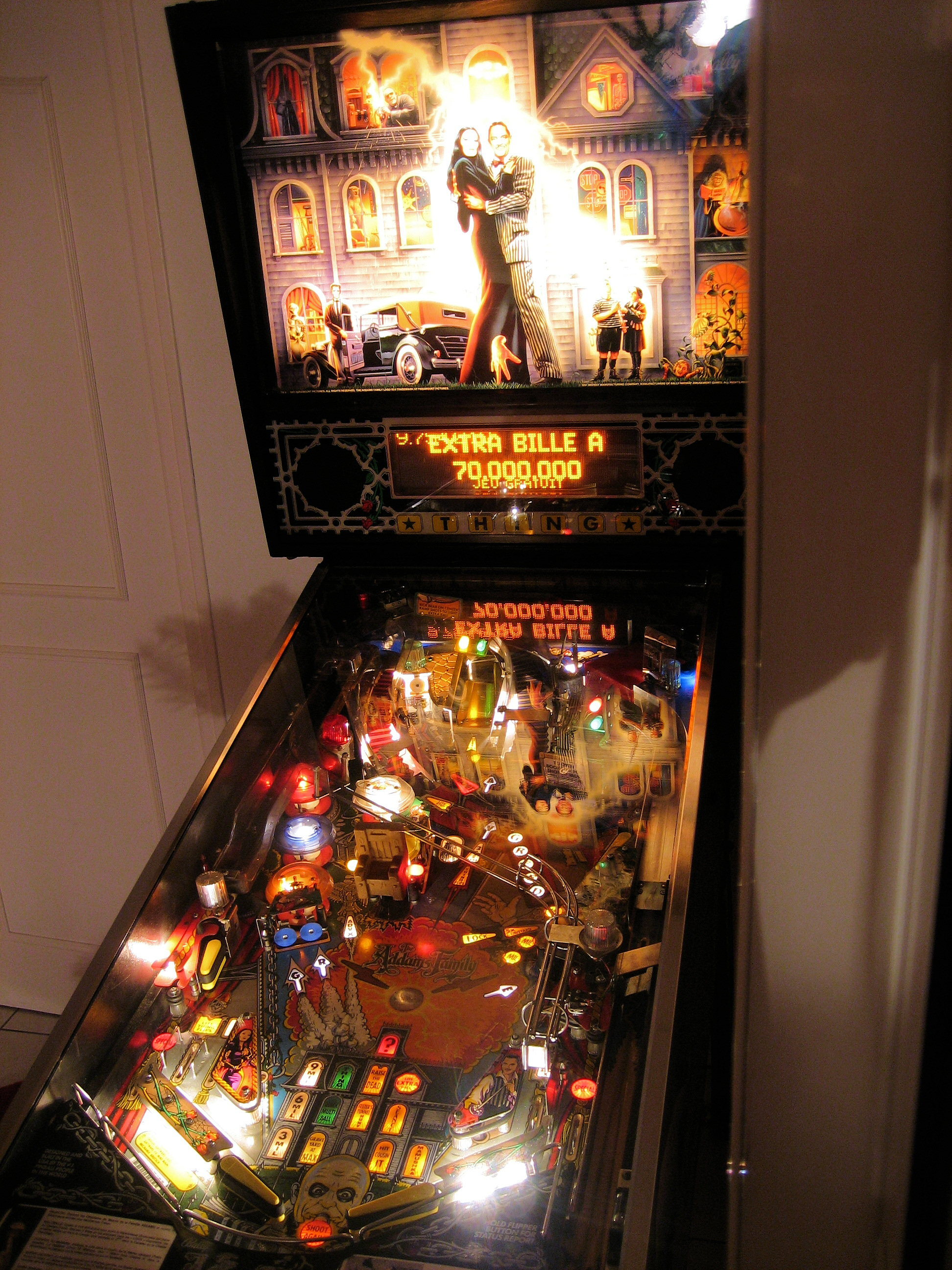
Flipper rodzina Addamsów

## Filmy  z udziałem Rodziny Addamsów

### Filmy
- Halloween z rodziną addamsów (ang.  Halloween with the New Addams family[1]) 1977, reż. Dennis Steinmetz
- Rodzina Addamsów (ang. The Addams Family) 1991, reż. Barry Sonnenfeld
- Rodzina Addamsów 2 (ang. Addams Family Values) 1993, reż. Barry Sonnenfeld
- Rodzina Addamsów: Zjazd rodzinny (ang. Addams Family Reunion) 1998, reż. Dave Payne
- Rodzina Addamsów (ang. The Addams Family) 2019, film animowany
- Rodzina Addamsów 2 (ang. The Addams Family 2) 2021, film animowany, reż. Greg Tiernan

### Seriale
- Rodzina Addamsów (ang. The Addams Family), 1964–1966; Reż. Stanley Z. Cherry, Sidney Lanfield, Arthur Hiller, Jerry Hopper, Sidney Miller
- Nowe przygody rodziny Addamsów (ang. The New Addams Family), 1998–1999; reż. Jim Kaufman, Ed Anders, Gary Harvey, Mark Jean, Nicholas Kendall, Ron Oliver, Peter Rowe
- Wednesday, 2022; reż. Tim Burton, Gandja Monteiro, James Marshall

### Seriale animowane
- Przygody rodziny Addamsów (ang. The Addams Family), 1973–1975; reż. Joy Batchelor, John Halas, Charles A. Nichols
- Rodzina Addamsów (ang. The Addams Family), 1992–1993